# Kanton Ribécourt-Dreslincourt
Der Kanton Ribécourt-Dreslincourt war bis 2015 ein französischer Kanton im Arrondissement Compiègne, im Département Oise und in der Region Picardie; sein Hauptort war Ribécourt-Dreslincourt. Vertreterin im Generalrat des Départements war zuletzt von 2012 bis 2015 Hélène Balitout (PCF).
Der Kanton Ribécourt-Dreslincourt war 133,42 km² groß und hatte 23.945 Einwohner, was einer Bevölkerungsdichte von rund 179 Einwohnern pro km² entsprach (Stand: 2006). Er lag im Mittel 55 Meter über Normalnull, zwischen 32 Metern in Cambronne-lès-Ribécourt und 187 Metern in Ribécourt-Dreslincourt.

## Gemeinden
Der Kanton bestand aus 17 Gemeinden:
| Gemeinde                | Einwohner Jahr | Fläche km² | Bevölkerungsdichte | Code INSEE | Postleitzahl |
| ----------------------- | -------------- | ---------- | ------------------ | ---------- | ------------ |
| Bailly                  | 647 (2013)     | 4,26       | 152 Einw./km²      | 60043      | 60170        |
| Cambronne-lès-Ribécourt | 1.998 (2013)   | 6,93       | 288 Einw./km²      | 60119      | 60170        |
| Carlepont               | 1.470 (2013)   | 19,54      | 75 Einw./km²       | 60129      | 60170        |
| Chevincourt             | 858 (2013)     | 8,16       | 105 Einw./km²      | 60147      | 60150        |
| Chiry-Ourscamp          | 1.105 (2013)   | 13,25      | 83 Einw./km²       | 60150      | 60138        |
| Longueil-Annel          | 2.563 (2013)   | 5,94       | 431 Einw./km²      | 60368      | 60150        |
| Machemont               | 697 (2013)     | 6,33       | 110 Einw./km²      | 60373      | 60150        |
| Marest-sur-Matz         | 409 (2013)     | 3,25       | 126 Einw./km²      | 60378      | 60490        |
| Mélicocq                | 676 (2013)     | 6,53       | 104 Einw./km²      | 60392      | 60150        |
| Montmacq                | 1.064 (2013)   | 7,25       | 147 Einw./km²      | 60423      | 60150        |
| Pimprez                 | 836 (2013)     | 9,49       | 88 Einw./km²       | 60492      | 60170        |
| Le Plessis-Brion        | 1.394 (2013)   | 7,47       | 187 Einw./km²      | 60501      | 60150        |
| Ribécourt-Dreslincourt  | 3.851 (2013)   | 12,98      | 297 Einw./km²      | 60537      | 60170        |
| Saint-Léger-aux-Bois    | 798 (2013)     | 8,3        | 96 Einw./km²       | 60582      | 60170        |
| Thourotte               | 4.613 (2013)   | 4,38       | 1053 Einw./km²     | 60636      | 60150        |
| Tracy-le-Val            | 1.075 (2013)   | 4,69       | 229 Einw./km²      | 60642      | 60170        |
| Vandélicourt            | 292 (2013)     | 4,67       | 63 Einw./km²       | 60654      | 60490        |